# Sian MacLeodová

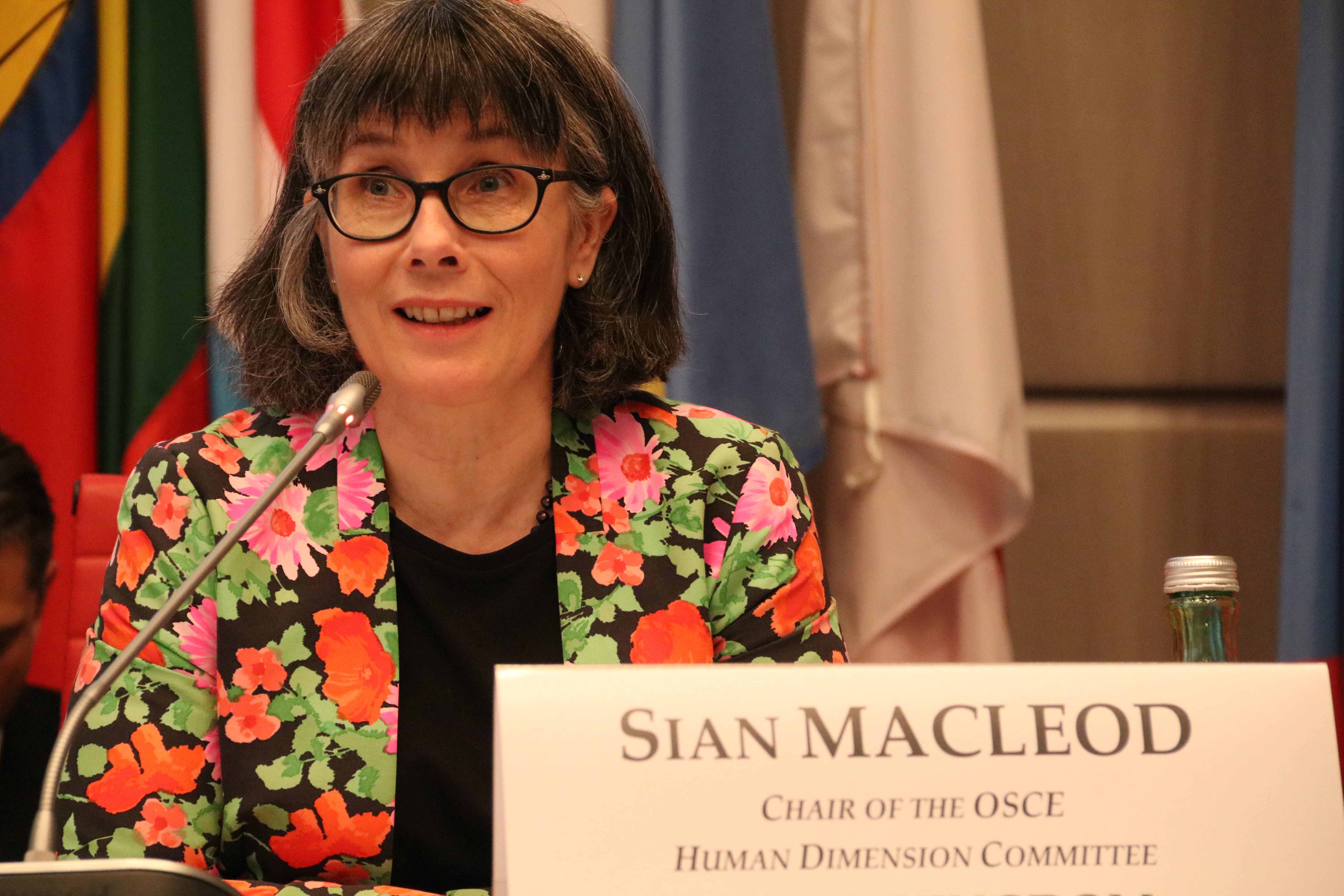
Sian MacLeodová

Dame Sian Christina MacLeod(ová) (* 31. května 1962) je britská diplomatka a vedoucí delegace Spojeného království při Organizaci pro bezpečnost a spolupráci v Evropě (OBSE) ve Vídni.

## Kariéra
MacLeodová v roce 1983 absolvovala Královskou hudební akademii s titulem BMus. Po studiích v roce 1986 nastoupila do Kanceláře zahraničí a Commonwealthu (FCO) a v letech 1988–1992 působila v Moskvě. Po rozpadu Sovětského svazu v roce 1992 krátce působila jako zástupce šéfa diplomatické mise ve Vilniusu.
V letech 2009–2013 byla velvyslankyní v Česku a v roce 2015 byla jmenována vedoucí delegace Spojeného království při OBSE (s hodností velvyslanec).

## Osobní život
Sian MacLeodová je vdaná a s manželem Richardem má tři děti.